# Янувек (Ґостинінський повіт)
Янувек (пол. Janówek) — село в Польщі, у гміні Пацина Ґостинінського повіту Мазовецького воєводства.
Населення — 207 осіб (2011).
У 1975-1998 роках село належало до Плоцького воєводства.

## Демографія
Демографічна структура станом на 31 березня 2011 року:
|          | Загалом | Допрацездатний вік | Працездатний вік | Постпрацездатний вік |
| -------- | ------- | ------------------ | ---------------- | -------------------- |
| Чоловіки | 99      | 16                 | 69               | 14                   |
| Жінки    | 108     | 20                 | 56               | 32                   |
| Разом    | 207     | 36                 | 125              | 46                   |